# ماکس بکمان
ماکس بکمان (به آلمانی: Max Beckmann) (۱۲ فوریهٔ ۱۸۸۴ – ۲۷ دسامبر ۱۹۵۰) نقاش، طراح، چاپگر، مجسمه‌ساز و نویسنده اهل آلمان بود. بکمان هنرمندی اکسپرسیونیست خوانده می‌شود؛ اما خود او نه این برچسب را پذیرفت و نه مکتب اکسپرسیونیسم را به رسمیت شناخت.
در دهه ۱۹۲۰ نام بکمان با عینیت نو (به آلمانی: Neue Sachlichkeit) پیوند خورده بود؛ مکتبی که در واکنش به اکسپرسیونیسم، از احساسات‌گرایی درونی به‌نفع واقعیت بیرونی فاصله گرفته بود.